# عنوان الذاكرة

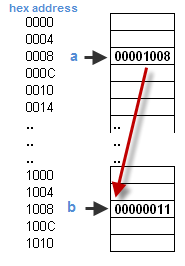

عنوان الذاكرة في الحوسبة هو نوع بيانات يستخدم على مستويات مختلفة من برمجية وعتاد الحاسوب للوصول إلى الذاكرة الرئيسية في الجهاز؛ وتكون هذه البيانات على شكل سلسلة متتالية من عدد ثابت من الأرقام.

## اقرأ أيضاً
- ذاكرة (حوسبة)